# João de Ataíde e Azevedo
D. João de Ataíde e Azevedo (Penafiel, Rans, Honra de Barbosa, novembro de 1587 – Pombal (?), c. 1650) foi um escritor e comandante militar português na guerra da restauração.

## Biografia
Era filho segundogénito de D. Francisco de Ataíde e Azevedo, senhor das honras de Barbosa e Ataíde e de sua mulher D. Brites da Silva, herdeira do morgadio de Parada (em Guilhabreu) e do vínculo instituído por Urraca Lourenço da Cunha no ano de 1269.
Dois dos seus tios paternos - o mártir jesuíta, Beato Inácio de Azevedo de Ataíde Abreu Malafaia, e o governador de Ceilão e Vice-rei da Índia, D. Jerónimo de Azevedo - foram figuras relevantes no Império português do século XVI e início do século XVII. 
Na sua condição de filho segundo, que o afastava da herança da casa dos pais, começou por seguir a carreira eclesiástica, estudando teologia e sendo admitido como colegial no Colégio Real de São Paulo em 11 de maio de 1613. Mas rapidamente desistiu de prosseguir os seus estudos, preferindo seguir a carreira militar,  na esteira aliás do seu sobrinho, D. Francisco de Azevedo e Ataíde.
Participou na guerra da Restauração, na frente alentejana, primeiro como capitão de cavalos e depois – entre 1644 e 1647/8 – como comissário geral da cavalaria do Alentejo.
Em 1641, levantou à sua custa uma companhia de cavalos, que comandou, sendo assim um dos primeiros combatentes portugueses na fronteira do Alentejo.
Comandou uma importante operação militar em dezembro de 1643, na qual conseguiu capturar, perto de Arronches, um rico proprietário português, Sebastião Correia da Silva, que se passara para o lado espanhol. Desde o início da guerra este nacional português dedicava-se a incursões militares no Alentejo, feitas a partir de Badajoz, com sistemática destruição de propriedades e pilhagem de gado.
A importância desta captura foi relevante ao ponto de levar a Coroa a conceder a D. João de Ataíde a comenda de São Salvador de Fornelos, na Ordem de Cristo, que lhe foi confirmada por Alvará de 27 de julho de 1647.
Distinguiu-se também na batalha de Montijo, em 1644.
Em 5 de julho de 1647, as forças que comandava sofreram uma emboscada do exército espanhol em Atalaia da Terrinha, algo que muito desagradou ao recém-nomeado Governador das Armas do Alentejo, Martim Afonso de Melo, 2.º Conde de São Lourenço, que afastou assim D. João de Ataíde do cargo de comissário geral da cavalaria.

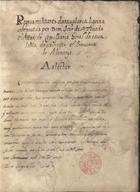
1ª página das "Regras militares de cavalaria ligeira", escritas por D. João de Ataíde e Azevedo entre 1644 e 1647 (Biblioteca Nacional Digital}

Sofreu também um processo e consequente condenação, por causa do comportamento da cavalaria no combate da Atalaia da Terrinha. Mas soube defender-se com grande competência, interpondo recursos que resultariam na anulação da sentença de perda do posto.
Pôde assim reassumir o seu cargo, como se infere de uma carta do governador das armas Martim Afonso de Melo, mencionando uma operação levada a cabo por D. João de Ataíde em junho de 1648, na qual este comandou uma incursão portuguesa ao outro lado da fronteira, em represália pelo fracassado assalto espanhol a Olivença, ocorrido no dia 18 desse mesmo mês.
D. João de Ataíde conseguiu assim impor o seu regresso à frente de combate do Alentejo, provando que não apenas ganhara o processo legal e mantivera o seu posto, como também que só acabaria por sair do cargo por sua livre vontade e com a sua honra e prestígio intactos.
Depois de 1648, retirou-se para os domínios que possuía na região de Coimbra (Pombal), deixando definitivamente a fronteira do Alentejo e a carreira das armas. 

## Obra literária
Foi insigne na arte de cavalaria (além de “muito destro em tourear”) e escreveu entre os anos de 1644 e 1647 um Tratado militar sobre a cavalaria, que ficaria em manuscrito, dedicado ao Rei D. João IV, com 180 páginas e intitulado “Regras militares da cauallaria ligeira / compostas per Dom João de Azeuedo e Attayde, Comissario Geral da caualaria, do exercito, e Prouincia de Alentejo”. (Há planos em curso no sentido de editar e publicar este tratado).

## Casamento e descendência
Casou em Pombal, a 19.07.1623, com D. Catarina de Sá e Sousa, filha de Cristóvão de Sá Sotomaior (neto paterno de Heitor de Sá, primo coirmão de Mem de Sá, 3.º governador-geral do Brasil) e de sua mulher Antónia de Figueiredo e Sousa.
Do casamento nasceu uma única filha:
D. Isabel de Ataíde (Coimbra, Sé Velha, baptizada em 09.10.1624 - Lisboa, Mercês, Rua Formosa, 23.02.1683), que casou em Coimbra, Sé Velha, a 27.10.1647, com Gonçalo da Costa Coutinho, Governador de Aveiro, Buarcos e Figueira, com  a seguinte geração:
- João da Costa de Ataíde, governador da ilha da Madeira e Fidalgo-cavaleiro da Casa Real em 1672; sem geração.

- Gaspar da Costa de Ataíde, alcaide-mor de Sortelha, que se casou com Catarina Helena Rosa de Lima (herdeira de seu pai, Cristóvão de Sousa Coutinho, senhor de Baião), com geração; um dos netos deste casal foi Fernando da Costa de Ataíde e Teive de Sousa Coutinho, Governador e Capitão General dos Estados do Grão Pará e Maranhão de 1763 a 1772.

- D. Leonor Maria de Ataíde (c. 1648 - Lisboa, Mercês, Rua Formosa, 30.11.1720), que casou em Lisboa, freguesia das Mercês, em 23.02.1675, com Sebastião de Carvalho e Melo (c. 1625 - Lisboa, Mercês, 26.01.1719); são os avós paternos de Sebastião José de Carvalho e Melo, 1.º Marquês de Pombal.[16]

- José da Costa de Ataíde, que estudou em Coimbra e fez carreira na Índia, “retirando-se depois para Pombal”.